# Two Women (film 1914)
Two Women è un cortometraggio muto del 1914 diretto da Ralph Ince su una sceneggiatura di James Oliver Curwood. Il film fu interpretato da Anita Stewart, Earle Williams, Julia Swayne Gordon e Harry Northrup.

## Trama
Dopo che John ha scoperto che la moglie Cleo lo tradisce, i due divorziano. Lei sposa l'amante e parte insieme a lui alla volta dell'Europa. John, in montagna, incontra la bella Anita che si innamora di lui. Cleo, intanto, torna dall'Europa dopo essere rimasta vedova. Rintraccia John e, con la sua bellezza, riesce quasi a sedurlo nuovamente: all'apparire di Anita, John respinge l'ex moglie e abbraccia la donna che lo ama. Cleo, sconfitta, torna da sola in città.

## Produzione
Il film fu prodotto dalla Vitagraph Company of America.

## Distribuzione
Distribuito dalla General Film Company, il film - un cortometraggio in tre bobine - uscì nelle sale cinematografiche statunitensi il 5 gennaio 1915 dopo essere stato in prima al Vitagraph Theatre di New York il 9 novembre 1914. Nel 1919 ne uscì una riedizione, nella quale venne utilizzato il materiale del 1914 che, ampliato, diventò un film di 50 minuti con la storia leggermente diversa.